# Hymne à Éros
L'Hymne à Éros est une mélodie d'Augusta Holmès composée en 1886.

## Composition
Augusta Holmès compose l'Hymne à Éros en 1886 sur un poème écrit par elle-même. L'œuvre existe en deux versions, une pour voix de ténor ou soprano en fa  majeur, l'autre pour voix de contralto ou de baryton. L'illustration est faite par la peintre Louise Abbema, qui est aussi la dédicataire de l'œuvre. La mélodie a été éditée en 1886 aux édition Léon Grus. Il existe aussi une version en anglaise sous le titre Hymn to love, dont la traduction a été faite par Clifton Bingham.

## Réception
L'Hymne à Éros est d'abord jouée en privé chez Édouard Colonne et Eugénie Vergin. Elle trouve son succès dès 1890, avec Marguerite Martini, qui chante la mélodie au Concert populaire,. Dès 1891, elle fait partie des mélodies les plus connues de la compositrice. La mélodie est chantée notamment à Cognac, pour le concert de charité de la Lyre, par Mlle de Lafertrille ou pour la Société des concerts d'Angoulême, par Louise Mancini. Elle continue d'être jouée l'année même de la mort de la compositrice, parfois même à l'étranger. Lors d'un concert exclusivement destiné à Augusta Holmès, l'Hymne à Éros est l'une des œuvres interprétées. En 1904, Paola Rainaldi chante cette mélodie lors d'un concours d'œuvres moderne et le remporte. On retrouve cette mélodie dans les concerts les plus prestigieux comme celui de la Société suédoise-norvégienne, en l'honneur du roi de Suède Oscar II. Elle est aussi souvent retransmise à la radio.